# Didier Jourdeuil
Didier Jourdeuil, dit Leautey né le 14 avril 1760 à Mussy-l'Évêque (aujourd'hui un hameau de Charleville-sous-Bois en France) et mort le 21 mai 1843 à Paris, est un révolutionnaire français. 
Didier Jourdeuil fut huissier à Arpajon avant de venir à Paris après 1790.

## Les massacres de septembre
Nommé huissier à verge près le tribunal de la section de Marseille en 1792, il fut appelé par Étienne-Jean Panis à siéger à la Commune de Paris lors du 10 août et devint administrateur de police. Il a raconté aux membres de la section du Théâtre français qu'il fut « l’un des soldats conquérants de la Liberté contre les tyrans et les traîtres autrichiens des Tuileries », et que « dans la chaleur de l’action, il s'était retiré dans la cour de l’hôtel de Marsan, était monté sur un cheval et avait parcouru la capitale pour engager les citoyens à se diriger vers les Tuileries et à y envoyer des munitions pour le siège du château ». Cette déclaration était en réponse à une suspicion de vol d'un cheval dans la cour des Tuileries
Comme membre du Comité de surveillance de la Commune de Paris, il signa de nombreux ordres d'arrestations et fut accusé d'avoir favorisé les massacres de Septembre pour avoir cosigné la circulaire enjoignant aux provinces d'imiter Paris. 
Le 1er octobre 1792, la Convention reçut une adresse du Comité de surveillance de la Commune, signée Jourdeuil, Deforgues, Duffort et Lenfant, « à l’effet de se disculper des accusations de malversations qui pèsent sur eux ». Ils ne convainquirent pas les députés.
Sans fortune en 1789, Didier Jourdeuil serait, selon des bruit persistants, devenu fort riche, au point de pouvoir acheter, en l'an IV, en indivision avec son ami Louis François Henrion, le vaste couvent des Filles du Saint-Sacrement, situé rue Cassette no 835, dans l'actuel 6e arrondissement. Ce bâtiment auquel on accédait par une grande porte cochère sur rue comprenait l'église des cours et bâtiments conventuels dont un plus grand situé entre la cour et le grand jardin planté d'arbres fruitiers et de tilleuls. Sentant le vent tourner, les deux compères se hâtèrent de revendre ce bien monumental deux ans plus tard. Jourdeuil acquit alors des terres dans le département de l'Aube.

## Membre du Tribunal révolutionnaire
Appelé le 13 mars 1793 à siéger au Tribunal révolutionnaire comme juré jusqu'au 17 juillet suivant. Il présida à l'installation de Fouquier-Tinville et intervint dans la nomination d'autres jurés parmi lesquels son collègue Pierre Jacques Duplain. Ils contribuèrent à l'acquittement de Marat et du général Miranda, qui était un des principaux agents de l'Angleterre, un temps dissimulé dans l'armée de Dumouriez, où il multipliait les défaites, et qui fut acquitté grâce à la distribution de très fortes sommes d'argent parmi les jurés. À cette occasion Jourdeuil déclara : J'ai reconnu dans Miranda le philosophe le plus éclairé, l'ami le plus sincère de la Révolution, le père des soldats, le défenseur de l'opprimé et je me suis dit plusieurs fois : si la république n'avait eu que des généraux semblables à Miranda, les despotes n'existeraient plus, nos intérêts les plus secrets n'auraient jamais été compromis...". En revanche il vota pour la mort du général Miaczynski  et du colonel Devaux, accusés de complicité avec Dumouriez. Jourdeuil qui avait une place dans l'administration du ministère de la guerre fut remplacé le 31 juillet 1793.

## Suspect
Le 7 juillet 1793, il fut ensuite nommé adjoint du ministre de la Guerre général Jean-Baptiste Bouchotte comme chef de bureau à la 5e division, et déploya dans cette fonction une grande activité. Il avait fait donner, le 13 novembre suivant, une commission secrète au citoyen Hyver, chargé de conduire 16 000 hommes de l'armée du Nord à celle de l'Ouest. Celui-ci ne pouvant accomplir complètement sa mission, il fut remplacé par un certain Houblon, qui avait en même temps l'ordre de l'arrêter. Hyver disparut alors, sans que les recherches de la Convention permissent de le retrouver. Accusé de l'avoir fait enfermer dans les prisons de Cambrai puis fusiller, Jourdeuil fut arrêté et envoyé aux Carmes le 20 mai 1794 sur ordre de Robespierre, mais remis en liberté le même jour par le Comité de sûreté générale. 
Traduit après la journée du 1er prairial an III devant le tribunal criminel d'Eure-et-Loir en exécution du décret du 13 prairial an III (1er juin 1795), il fut interrogé par le président du tribunal dans la prison de Chartres le 25 prairial (13 juin 1795), interrogatoire au cours duquel il affirma avoir fait toutes les recherches possibles pour retrouver Hyver. Il bénéficia de l'amnistie générale du 26 octobre 1795 et fut libéré.

## Sous le Consulat et le Premier Empire
Assesseur du juge de paix du 11e arrondissement, il fut arrêté après le coup d'État du 18 brumaire et condamné à la déportation par arrêté des Consuls du 20 brumaire an VIII (11 novembre 1799) mais, grâce à la protection particulière de Fouché, obtint l'autorisation d'y rester sous la surveillance de la police.
Après l'attentat de la rue Saint-Nicaise, il fut compris sur la liste de proscription du 15 nivôse an IX (5 janvier 1801). L'arrêté des consuls visait à mettre sous surveillance spéciale plusieurs septembriseurs notamment Jourdeuil, Joachim Cayrat, Rossignol, Fournier l'Américain, Gaspard, Jolly, Legros, Marlet, Monneuse, Prévost, Gallebois saint-Amand et autres. Il se serait "soustrait" à la déportation et passa pour être mort peu de temps après. Cependant, il s'avéra qu'il se cacha au Havre sous le nom de sa femme. Sa retraite fut dénoncée en 1816 par un de ses débiteurs auquel il avait prêté de l'argent. On perd sa trace ensuite.